# Club Sportivo San Pedro
El Sportivo San Pedro Foot-Ball Club (conocido popularmente como Club Sportivo San Pedro o San Pedro del Paraná) es un club deportivo paraguayo, ubicado en el municipio de San Pedro del Paraná, departamento de Itapúa. Fue fundado el 15 de diciembre de 1940 y su actividad principal es el fútbol.

## Historia
Desde su fundación, el club militaba solamente en su liga regional, la Liga Tebicuary de Fútbol (la cual equivale a la cuarta división), llegando a ganar 45 campeonatos, siendo el más ganador de su liga, pero desde el año 2024 inició también su participación en la Primera División B Nacional (la cual equivale a la tercera división).

Escudo original del club.

## Origen del nombre
El club fue nombrado Sportivo San Pedro Foot-Ball Club por el nombre de su ciudad, la cual se llama San Pedro del Paraná.

## Estadio
Su estadio recibe su nombre actual en honor al militar español Joaquín de Alós y Brú (1746 - 1827), gobernador intendente del Paraguay y fundador de la ciudad de San Pedro del Paraná en 1789.

## Palmarés

### Regionales
- Liga Tebicuary de Fútbol (45): 1954, 1955, 1956, 1957, 1958, 1959, 1960, 1961, 1962, 1963, 1964, 1965, 1966, 1967, 1969, 1970, 1971, 1972, 1973, 1974, 1975, 1977, 1979, 1980, 1981, 1982, 1984, 1987, 1988, 1991, 1993, 1995, 1998, 2002, 2008, 2013, 2014, 2015, 2016, 2017, 2019, 2021, 2022, 2023, 2024.[9][10]
- Pre Copa Paraguay - Itapua (3): 2023, 2024, 2025 (campeón departamental clasificado a la Copa Paraguay).[11][12]